# Mecistocephalus verrucosus
Mecistocephalus verrucosus är en mångfotingart som beskrevs av Karl Wilhelm Verhoeff 1937. Mecistocephalus verrucosus ingår i släktet Mecistocephalus och familjen storhuvudjordkrypare. Inga underarter finns listade i Catalogue of Life.